# Vacío (astronomía)

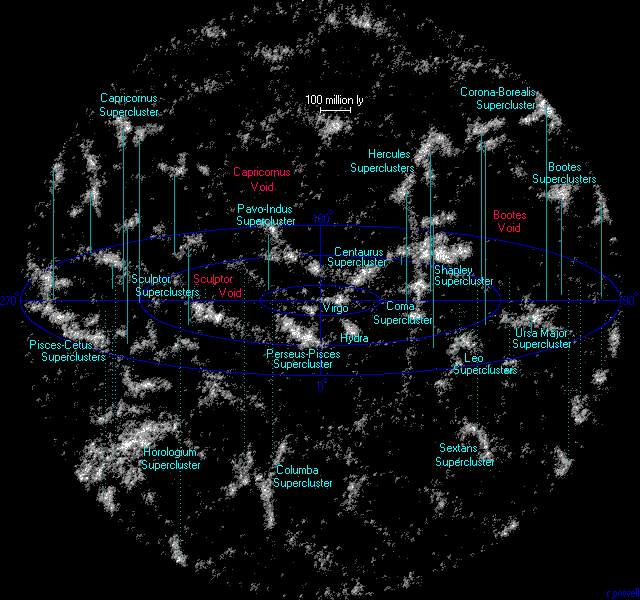
El universo 1000 millones de años luz (307 Mpc) alrededor de la Tierra, mostrando el supercúmulo local y los vacíos.

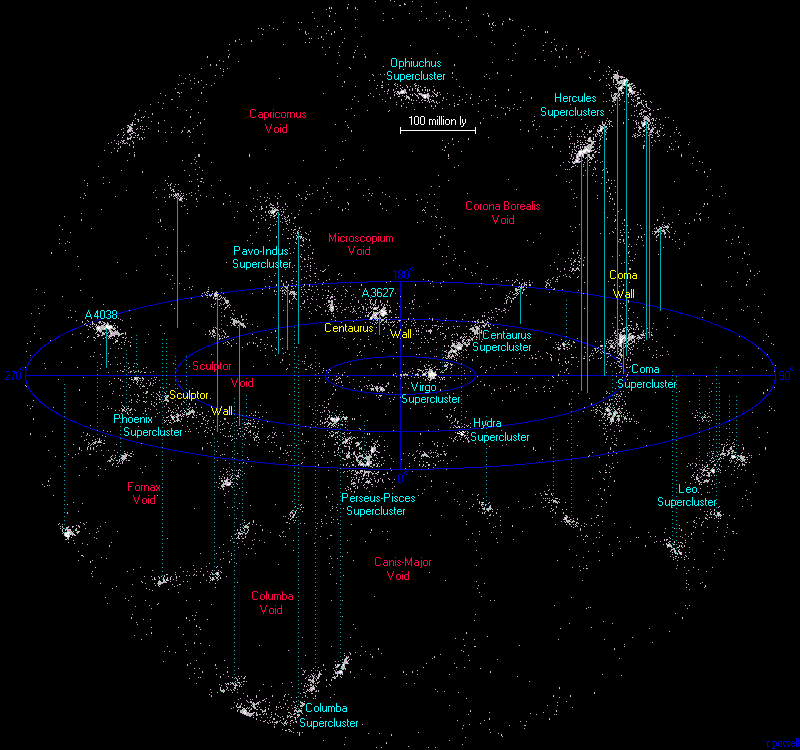
El universo 500 millones de años luz alrededor de la Tierra, mostrando el filamento de galaxias más cercano.

En astronomía los vacíos son los espacios entre filamentos, la estructura de mayor escala en el universo, que contiene muy pocas o ninguna galaxia. Fueron descubiertos por primera vez en 1978 durante un estudio pionero llevado a cabo por Stephen Gregory y Laird A. Thompson en el Observatorio Nacional de Kitt Peak. Los vacíos tienen normalmente un diámetro que va desde 11 a 150 Mpc; particularmente, nos referimos a los vacíos grandes, definidos por la ausencia de ricos supercúmulos, como supervacíos. Los vacíos que se encuentran en entornos de alta-densidad son más pequeños que los situados en los espacios de baja-densidad del universo.
Se cree que los vacíos se formaron debido a la oscilación acústica de bariones en el Big Bang a causa del colapso de masas seguido de implosiones de materia comprimida de bariones. El exterior de los vacíos es lo que queda de los choques frontales que se ocasionarion debido a este proceso. El desacoplamiento de la materia respecto a la radiación cuando el universo se volvió transparente "congeló" los vacíos y los choques frontales.[cita requerida]
Los vacíos parecen correlacionarse con la temperatura observada del fondo cósmico de microondas (CMB) debido al efecto Sachs-Wolfe. Las regiones más frías se correlacionan con los vacíos, y las regiones más calientes se correlacionan con los filamentos debido al desplazamiento al rojo gravitacional. Como el efecto Sachs-Wolfe solo es significativo si el universo está dominado por la radiación o la energía oscura, la existencia de vacíos es significativa para proporcionar evidencia física de la energía oscura.